# Orazi e Curiazi
Denna artikel handlar om Mercadantes opera. För Cimarosas opera, se Gli Orazi e i Curiazi.

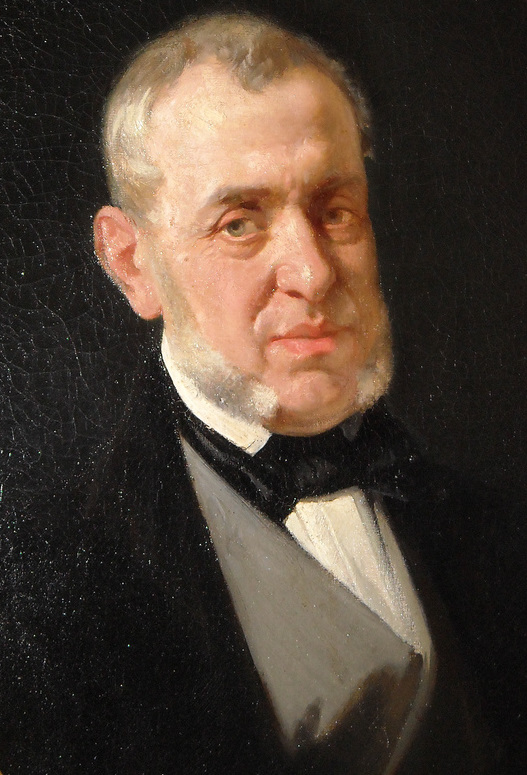
Saverio Mercadante

Orazi e Curiazi (Horatierna och Curatierna) är en opera (tragedia lirica) i tre akter med musik av Saverio Mercadante och libretto av Salvatore Cammarano efter den romerska legenden om fejden mellan de två romerska familjerna Horatierna och Curatierna.

## Historia
Betraktad av samtiden som kulmen på Mercadantes karriär så är Orazi e Curiazi en effektfull, kraftfull och adekvat summering av den melodramatiska operan i 1800-talets början i Italien. Det är mindre av den reformopera som förekom i Mercadantes tidigare verk men återgäldas av musikens energiska kraft. Operan hade premiär den 10 november 1846 på Teatro di San Carlo i Neapel.

## Personer
- Gamle Orazio (bas)
- Orazio, hans son (baryton)
- Camilla, hans dotter (sopran)
- Sabina, Orazios hustru (mezzosopran)
- Gamle Curiazio (tenor)
- Curiazio, hans son (tenor)
- Överstepräst (tenor)

## Handling
Tre medlemmar från ätten Orzio och tre medlemmar från ätten Curazio väljs ut för att försvara städerna Rom och Alba Longa i kriget.